# Nevolnost (román)
Nevolnost (v orig. La Nausée) je název filosofického románu Jean-Paul Sartrea. Román byl vydán v roce 1938. Dílo bylo ovlivněno Franzem Kafkou a mělo zásadní vliv na formování Sartrova existencialismu.

## Děj
V románu vystupuje postava Antoine Roquentina, který zažívá přelévavé pocity hnusu (nevolnosti), kterého znenadání přepadají během jeho úvah, v různých situacích a prostředích (kavárna, park…):…"…Vše je bezdůvodné, tento park, toto město i já. Když se stane, že si to člověk uvědomí, zvedne se mu žaludek a všechno se začne vznášet jako onehdy v Dostaveníčku železničářů: to je Nevolnost.; „…S námahou žvýkám kousek chleba, protože se nemohu odhodlat ho spolknout. Lidé. Je třeba milovat lidi. Lidé jsou obdivuhodní. Je mi na zvracení - a náhle je to tu: Nevolnost.“
Roquentin je osamoceným třicátníkem ve městě Bouville, svému okolí je však naprosto odcizen, zrovna tak i svému tělu a často i své identitě. Roquentin nenachází důvod proč existovat:…„…všichni jak tu jsme, jíme, pojídáme, popíjíme, abychom uchovali svou vzácnou existenci, a přitom není žádný důvod proč existovat.“
Roquentin si plně uvědomuje existenci všeho okolo sebe, ale sám sebe ve vztahu k existujícímu světu vnímá přespočetně:…„…Nejasně jsem snil o tom, že se odstraním, abych alespoň zničil jednu přespočetnou existenci. Ale i má smrt by byla přespočetná. Přespočetná by byla i má mrtvola, má krev na těchto kaméncích, mezi těmito rostlinami v hloubi usmívající se zahrady. A rozežrané maso by bylo přespočetné v zemi, jež by je přijala, konečně i mé kosti, očištěné, oloupané, čisté a hladké jako zuby, by byly přespočetné: byl jsem přespočetný navěky.“
Po letech se Roquentin setká se svou dřívější družkou Anny, která mu byla do setkání nadějí na změnu, možná poslední šancí. Zjišťuje však, že Anny v životě není šťastna a o Roquentina jeví zvláštní zájem jako o neměnný pilíř v jejím životě, který jí pomáhá pozorovat své vlastní změny, nicméně Roquentinův vztah k ní je taktéž neměnný tedy vřelý a náklonný „…Já se.já se přežívám, opakuje Anny těžce. Co jí můžu říct? Copak znám nějaké důvody proč žít? Nejsem zoufalý jako ona, protože jsem nikdy nic zvláštního neočekával. Jsem spíš… udiven tím životem, jenž mi byl dán…dán pro nic.“
„Obdivuji se, jak může člověk lhát tím, že získá rozum na svou stranu“, A. Roquentin.

## Postavy
- Antoine Roquentin je svobodný, má okolo 35 let, žije osamoceně v imaginárním městečku Bouville, které připomíná Le Havre. Pracuje na díle o života markýze de Rollebona, aristokrata z konce 18. století, a žije ze své renty poté, co se vrátil z Indočíny a ze svých cest. Píše si deník, z jehož záznamů je román Hnus sestaven. Ve svém deníku konstatuje, že jeho vztah k běžným věcem se změnil a táže se proč. Vše se mu zdá být nepříjemné. Nemá náklonnost k žádnému člověku. Nestýká se s měšťáky v Bouville, M. de Rollebon se mu zdá brzy vzdáleným a na knize o něm pracuje bez zájmu. Nejradši ze všeho by vše opustil a vytrhl se Hnusu sepsáním románu, jenž by mu pomohl v přijetí své vlastní existence.

## Filozofie díla
Román představuje zhnusení nad lživostí světa, který je člověku naservírován se všemi hodnotami a předsudky civilizace a se kterými se pak člověk musí v životě potýkat. Odpor k humanismu, vědě apod.